# Роковая женщина
Роковая женщина (фр. la femme fatale), вамп —  распространённый в литературе и кино образ сексапильной женщины, которая манипулирует мужчинами посредством флирта. Она всегда не та, за кого выдаёт себя вначале.  Герою трудно противостоять чарам женщины, которая влечёт его помимо воли; зачастую это влечение приводит к гибели героя. 

## История
Хотя истоки образа специалисты находят в Библии (Далила, Иезавель, Саломея), оформление знакомого образа роковой обольстительницы приходится на период раннего романтизма. Среди образов носительниц губительной для героя любви, которые проходят по страницам поэм той эпохи, — «Коринфская невеста» у Гёте, загадочная Джеральдина у Кольриджа, Безжалостная красавица и ламия в одноимённой поэме у Китса. Очень часто они приходят за героем из потустороннего мира.
Вслед за такими героинями романтизма, как Коринфская невеста и лесбиянка Кармилла, в немом кино роковая женщина была истолкована как ненасытная сексуальная вампирша, отсюда американский синоним французского термина — vamp. Истоки этого словоупотребления видят в поэме Киплинга «Вампирша», по мотивам которой был в 1915 году снят фильм «Жил-был дурак» с Тедой Бара в главной роли. Ещё раньше Теды Бары типаж роковой женщины воплотила на экране Хелен Гарднер.

### Фильмы-нуар
Для фильма-нуар роковая женщина — такой же неотъемлемый атрибут, как и фигура частного детектива, ведущего расследование. Классический образ хищницы, которая затягивает главного героя в сети своей лжи, создала Барбара Стэнвик в обойме фильмов сороковых, таких, как «Двойная страховка» (1944). Иногда за фасадом роковой женщины кроется ранимая жертва  мужчин более расчётливых и могущественных, чем увлечённый ею главный герой. Такова, например, героиня Риты Хейворт в фильме «Гильда» (1946) и героиня Авы Гарднер в фильме «Убийцы» (1946).

Фигура летальной женщины — женщины-паука — наиболее яркое воплощение женственности в мире нуара. Неодолимо соблазнительная, двуличная и ненасытная в постели — её толковали как симптом типичной мужской фобии по поводу женщины как существа, способного оскопить и проглотить жертву противоположного пола. Она бросает вызов патриархальному обществу своей независимостью, своим умом и находчивостью. Она никак не вписывается в расхожее представление о том, что женщина в состоянии полностью реализовать себя в качестве жены и матери. Её внешний вид всегда сексуален, с длинными распущенными волосами, откровенными костюмами, которые подчёркивают длинные, чувственные ноги, а также с ярким макияжем.
- Актрисы, которые специализировались на ролях роковых женщин
- Звезда немого кино Теда Бара в образе Кармен (1915)
- Барбара Стэнвик создала вереницу образов беспринципных хищниц в фильмах 1940-х гг.
- Энн Сэвидж в фильме «Объезд» (1945) — жертва и хищница в одном лице
- Рита Хейворт прославилась ролями роковых красоток в фильмах «Леди из Шанхая» и «Гильда»[7]
- В фильме Фрица Ланга «Улица греха» (1945) героиня Джоан Беннетт пускает под откос карьеру талантливого художника

### Роковой мужчина
Зеркальным отражением образа роковой женщины в литературе романтизма был образ рокового мужчины (l’homme fatal), каковы, например, дон Жуан, Печорин или Хитклифф. В киноведении этим термином также обозначают мужчину, который встаёт на место роковой женщины в нео-нуарах на гомосексуальную тематику (например, «Керель» Фассбиндера или «Дурное воспитание» Альмодовара).